# 지울리아 강
지울리아 강(Giulia Gam, 1966년 12월 28일 ~ )은 브라질의 배우이다.